# Neophasma scabriusculum
Neophasma scabriusculum är en insektsart som beskrevs av Ludwig Redtenbacher 1906. Neophasma scabriusculum ingår i släktet Neophasma och familjen Pseudophasmatidae. Inga underarter finns listade i Catalogue of Life.